# Collection d’ouvrages orientaux
Die Collection d’ouvrages orientaux  („Sammlung orientalischer Werke“) war eine von der Société asiatique herausgegebene (teilweise) zweisprachige orientalistische Buchreihe, die seit 1853 in zwei Reihen in Paris bei der Imprimerie Impériale und der Imprimerie Nationale, zuletzt bei Geuthner erschien. Namhafte Orientalisten haben an ihr mitgewirkt.
Sie enthält unter anderem bahnbrechende Übersetzungen von Werken von al-Masʿūdī und Ibn Battuta, des Mahavastu u. a.

## Übersicht
- Les Prairies d’Or. Maçoudi. Texte et traduction par Charles Barbier de Meynard et Pavet de Courteille.
  - Band 1, 2, 3, 4, 5, 6, 7, 8, 9
- Voyages d’Ibn Batouta. Charles François Defrémery; Beniamino Raffaello Sanguinetti
  - Digitalisat (mit Indexband)
- Le Mahāvastu. Publié pour la première fois et accompagné d’introductions et d’un commentaire par Émile Senart
- Chants populaires des Afghans. James Darmesteter. Paris : Imprimerie Nationale, 1888/1890
- Le livre de l’avertissement et de la revision. al-Masʿudi. Traduction par Bernard Carra de Vaux. Paris, 1896
  - Online
- Marcel Cohen (1931) Études d’éthiopien méridional